# Biótopo
Em Ecologia, um biótopo ou ecótopo (do grego βιος - bios = vida + τόπoς = lugar, ou seja, lugar onde se encontra vida) é uma região que apresenta regularidade nas condições ambientais e nas populações animais e vegetais. Corresponde à menor parcela de um habitat que é possível medir geograficamente.
Para viver, a biocenose depende de fatores físicos e químicos do meio ambiente. No exemplo duma floresta, o biótopo é a área que contém um tipo de solo (com quantidades típicas de minerais e água) e é afetada por um determinado clima (umidade, temperatura, grau de luminosidade e outros fatores). Os fatores abióticos dum biótopo afetam diretamente a biocenose, e também são por ela influenciados. O desenvolvimento de uma floresta, por exemplo, modifica a umidade do ar e a temperatura de uma região.
Abaixo duas tabelas que exemplificam como alguns dos principais fatores abióticos variam em cada um dos biótopos e clatomas mais comuns.
Ambientes terrestres
| Biótopo/Fator abiótico | Deserto     | Zona temperada  | Pólos     | Trópicos    | Montanhas | Grutas      | Florestas     | Metrópoles ¹ |
| ---------------------- | ----------- | --------------- | --------- | ----------- | --------- | ----------- | ------------- | ------------ |
| Luz                    | variável    | variável        | variável  | variável    | variável  | inexistente | variável      | abundante    |
| Oxigênio               | abundante   | abundante       | abundante | abundante   | abundante | fraco       | médio         | médio        |
| Gelo                   | inexistente | variável        | abundante | inexistente | variável  | médio       | variável      | variável     |
| Ventos                 | fraco       | médio           | médio     | médio       | abundante | inexistente | fraco         | médio        |
| Humidade               | inexistente | abundante       | médio     | abundante   | médio     | abundante   | fraco         | variável     |
| Outros fatores         | areia       | estações do ano | frio      | calor       | altitude  | trevas      | gás carbônico | poluição     |

¹ As zonas urbanas, tal como os campos cultivados, podem ser considerados biomas artificiais.
Ambientes aquáticos
| -              | Rios        | Represas        | Lagos           | Beira-mar | Alto mar  | zona abissal |
| -------------- | ----------- | --------------- | --------------- | --------- | --------- | ------------ |
| Luz            | média       | média           | média           | média     | fraca     | inexistente  |
| Oxigênio       | médio       | fraco           | fraco           | médio     | fraco     | fraco        |
| Salinidade     | inexistente | inexistente     | variável        | abundante | abundante | abundante    |
| Corrente       | abundante   | fraca           | fraca           | média     | alta      | fraca        |
| Outros fatores | leito       | estações do ano | estações do ano | marés     | poluição  | alta pressão |

Por outro lado, cada biótopo determina as comunidades de seres vivos que ali podem prosperar. Por exemplo, o rio Amazonas é constituído por diferentes biótopos, cada um com o seu conjunto de espécies de peixes.

## Hierarquia das unidades ecológicas
O conjunto dos ecossistemas da Terra forma a biosfera, que se subivide da seguinte forma:
- Biorregião
  - Bioma
    - Ecossistema, que está associado a um biótopo

Exemplo
- Zona Ecológica: Região paleártica
  - Bioma terrestre: Floresta mediterrânea de bosques e arbustos
    - Sub-bioma: (WWF): Floresta decídua ilírica (PA1210)
      - Ecossistema: Monte Orjen, Baía de Kotor, faixa de vegetação entre 1100-1450 m de altitude, Zona oromediterrânea
        - Biótopo: Oreoherzogio-Abietetum illyricae Fuk.
          - Planta: Abeto-prateado ou abeto-branco (Abies alba)